# Gobierno interino de Octavio Lepage
El gobierno interino de Octavio Lepage duró quince días, entre el 21 de mayo y el 5 de junio de 1993, tras ser nombrado presidente interino por el Congreso Nacional de Venezuela, debido al proceso de destitución de Carlos Andrés Pérez.
El senador Octavio Lepage era presidente del Congreso por el partido Acción Democrática (AD) y había competido con Carlos Andrés Pérez en las primarias por la candidatura adeca en las elecciones presidenciales de 1988. El suyo fue el primero de dos gobiernos interinos que serían designados por el Congreso de mayoría adeca para terminar el quinquenio de Pérez, un proceso inédito en democracia.

## Contexto
Octavio Lepage había sido ministro de Interior de Jaime Lusinchi entre 1986 y 1988 y luego precandidato presidencial por Acción Democrática (AD), apoyado por Lusinchi, perdiendo contra Carlos Andrés Pérez.
Después de que la Corte Suprema le pidiera al Congreso destituir al presidente Carlos Andrés Pérez, y que este no nombrara un ministro para su reemplazo, el entonces presidente del Congreso, Octavio Lepage, fue nombrado presidente interino, asumiendo sin una fecha clara de término.
Lepage dijo que sus tres prioridades como presidente serían:

Primera: propiciar un gran entendimiento nacional, entre las fuerzas políticas fundamentales y ciertos sectores de mucha influencia, como los organismos de producción, los colegios profesionales, los sindicatos y la Iglesia. Es indispensable que nos acordemos. Esto podría reflejarse en el gabinete, salvo que mi presencia sea muy breve; en ese caso, no tendría mucho sentido. Estando tan próximos a las elecciones de diciembre, no creo que ningún partido vaya a aceptar integrarse a un gabinete en un momento tan crítico y polémico.

(...)
En segundo término, existe angustia colectiva a causa del proceso de deterioro de la seguridad personal. A esto hay que enfrentarse. Hasta ahora, no es que no se hayan enfrentado los gobiernos anteriores, pero no han tenido muchos resultados positivos los planes aplicados. Todavía no tengo planes, pero estoy consciente de que hay que convocar a los que más experimentados, para empezar a tomar medidas al menos progresivas para enfrentar con más contundencia este fenómeno.

En tercer lugar, estaría la cuestión económica. Tenemos dificultades. Hay que hacer una revisión de las políticas aplicadas para determinar cuáles tendrían que mantenerse y cuáles no. Y hay que hacer una evaluación. Se incurrió en el error, o en la inconveniencia, de darle un carácter muy dogmático a este conjunto de medidas inspiradas en el neoliberalismo. No se consultó suficientemente ni la realidad económica, ni la idiosincrasia, ni el modelo de democracia vigente. El presidente Pérez no llegó a esa etapa de autocrítica que yo pienso que ahora debe ser planteada.

## Asunción presidencial
El presidente Carlos Andrés Pérez le puso la banda presidencial a Octavio Lepage.

## Gabinete
El gabinete del presidente Lepage fue una continuación del gabinete final del segundo gobierno de Carlos Andrés Pérez; Lepage tuvo intenciones de nombrar otro gabinete en caso de que su mandato se hubiese extendido.

## Historia
El gobierno de Lepage duró quince días, generando disensiones en el Congreso que favorecieron la designación de Ramón J. Velásquez, senador del partido Acción Democrática por el Estado Táchira.